# Gle Mayang (berg)
Gle Mayang är ett berg i Indonesien.   Det ligger i provinsen Aceh, i den västra delen av landet, 1 800 km nordväst om huvudstaden Jakarta. Toppen på Gle Mayang är 106 meter över havet.
Terrängen runt Gle Mayang är kuperad norrut, men söderut är den platt. Terrängen runt Gle Mayang sluttar söderut.Runt Gle Mayang är det mycket glesbefolkat, med 7 invånare per kvadratkilometer. I omgivningarna runt Gle Mayang växer i huvudsak städsegrön lövskog.